# Dipleurinodes comorensis
Dipleurinodes comorensis är en fjärilsart som beskrevs av Pierre Leraut 1989. Dipleurinodes comorensis ingår i släktet Dipleurinodes och familjen Crambidae. Inga underarter finns listade i Catalogue of Life.